# Petrivka, Prîazovske
Petrivka (în ucraineană Петрівка) este un sat în comuna Șevcenka din raionul Prîazovske, regiunea Zaporijjea, Ucraina.

## Demografie
Componența lingvistică a localității Petrivka
     Ucraineană (64%)
     Rusă (36%)
Conform recensământului din 2001, majoritatea populației localității Petrivka era vorbitoare de ucraineană (64%), existând în minoritate și vorbitori de rusă (36%).